# IV. Toroni Henfrid
IV. Toroni Henfrid, franciául: Onfroy IV de Toron (1165 vagy 1166 – 1198) a Jeruzsálemi Királyság egyik vezető főura volt. Nagyapjától, II. Henfridtől, az ország főhadparancsnokától örökölte meg a toroni uradalmat 1179-ben. Anyja, Millyi Stefánia révén a hatalmas Oultrejourdain, vagyis Jordánon túli uradalom örökösének is számított. 1180-ban, amikor eljegyezték Izabellával, IV. Balduin király nyolcéves féltestvérével, le kellett mondania Toronról, mert a leprában szenvedő uralkodó nem akarta, hogy két nagy hűbérbirtok legyen egy báró kezén. Henfrid és Izabella házasságkötésére 1183 őszén került sor Kerak várában. Szaladin, Egyiptom és Szíria ajjúbida szultánja éppen a menyegző közben vette ostrom alá az erődöt, de a királyság hadserege Balduin és Tripoliszi Rajmund vezetésével meghátrálásra kényszerítette a muszlimokat.
IV. Balduin másfél évvel a halála előtt, 1183 végén utódává nevezte ki kiskorú unokaöccsét, V. Balduint, ám 1186 nyarán a gyermek király is meghalt. Az országbárók nagy része nem akarta elismerni V. Balduin anyjának, Szibillának és férjének, Lusignan Guidónak az örökösödési jogát, s úgy döntöttek, Henfridet és Izabellát kiáltják ki uralkodópárnak. Henfrid azonban nem kívánt uralkodni, nem akart polgárháborút, ezért Jeruzsálembe ment, és hűségesküt tett Guidónak és Szibillának. 1187-ben, a hattíni csatában fogságba esett, amikor Szaladin megsemmisítő csapást mért a Jeruzsálemi Királyság hadseregére. Anyja Henfrid kiszabadulása fejében felajánlotta Szaladinnak oultrejourdaini várait. Kerak és Montréal nem hódolt be, Szaladin mégis szabadon bocsátotta Henfridet.
Szibilla királynő halála után, 1190 őszén a legtöbb báró (köztük Izabella mostohaapja, Ibelin Balian) azt javasolta, hogy a trónt öröklő Izabellát vegye nőül Montferrati Konrád, a nemrég Palesztinába érkezett, tehetséges hadvezér. Henfrid és Izabella házasságát annullálták, hiába tiltakoztak az eljárás ellen. Henfrid ezután Oroszlánszívű Richárd kíséretéhez csatlakozott, s az ő oldalán vett részt a harmadik keresztes hadjáratban. Mivel jól tudott arabul, Richárd megbízásából többször is tárgyalt Szaladin öccsével, al-Ádillal.

## Ifjúsága

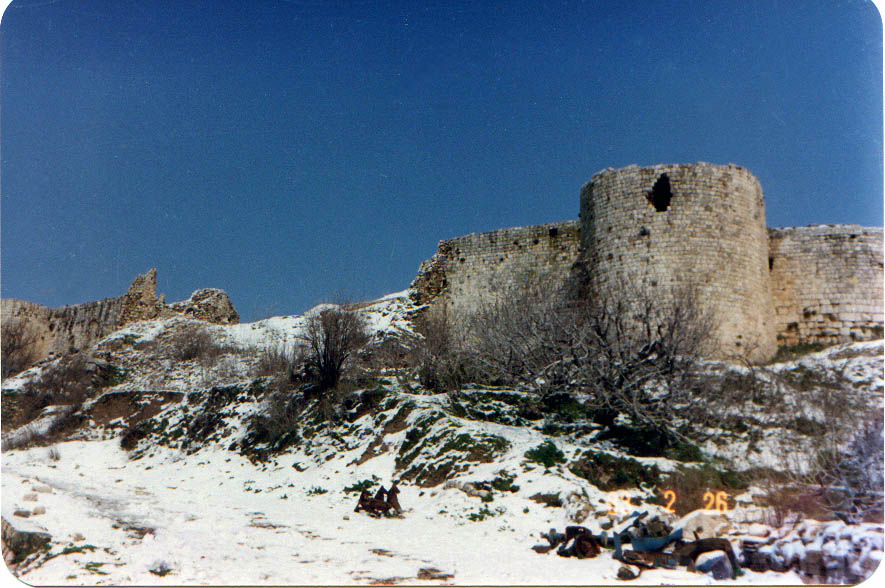
Toron vára

Henfrid 1165-ben vagy 1166-ban született a valószínűleg észak-itáliai normann családból származó III. Henfrid és a részben flamand eredetű Millyi Stefánia gyermekeként. Apja 1173-ban meghalt, anyja pedig egy évvel később megörökölte családjától Oultrejourdaint. Stefánia Plancyi Miles országbíróhoz ment feleségül, akit azonban 1174 októberében meggyilkoltak. Stefánia harmadik s egyben utolsó férje Chatillon Rajnald lett. Henfrid nagyapjától, II. Henfridtől megörökölte a toroni uradalmat, amikor a főhadparancsnok a bánjászi csatában, 1179. április 22-én elesett.
1180 októberében Henfrid eljegyezkedett IV. Balduin király féltestvérével, a nyolcéves Izabella hercegnővel. Izabella mostohaapja, Ibelin Balian, és Henfrid mostohaapja, Chatillon Rajnald a királyság két bárócsoportjának prominens képviselői voltak. A két csoport az államirányítás kisajátításáért vetélkedett egymással, lévén hogy a leprás király egyedül nem volt képes uralkodni. A házassági szerződés kimondta, hogy Henfrid átadja öröklött birtokait, Toront, Bánjászt és Chastel Neuföt Balduinnak, cserébe úgynevezett „pénzbeli hűbérbirtokot” kapott, amely évi hétezer bizánci aranyat ért. Ez a kitétel arra utal, hogy Balduin nem akart két nagy uradalmat (Toront és Oultrejourdaint) egy kézen hagyni, ami nem volt ritkaság a jeruzsálemi szokásjogban. A király 1183 körül anyjának, Courtenay Ágnesnek adta Toron haszonélvezetét.
Szaladin, aki uralma alatt egyesítette Szíriát és Egyiptomot, 1183 szeptemberében betört a Jeruzsálemi Királyságba. Oultrejourdain haderejét Henfridnek kellett a királyi sereg gyülekezőhelyére, Szepphóriába vezetni, Szaladin azonban Gilboa hegyén rajtuk ütött, és majdnem a teljes különítményt megsemmisítette. Mivel a jeruzsálemi hadat nem sikerült nyílt csatára kényszerítenie, Szaladin október 7-én kivonult Palesztina területéről.

## A házasságkötés

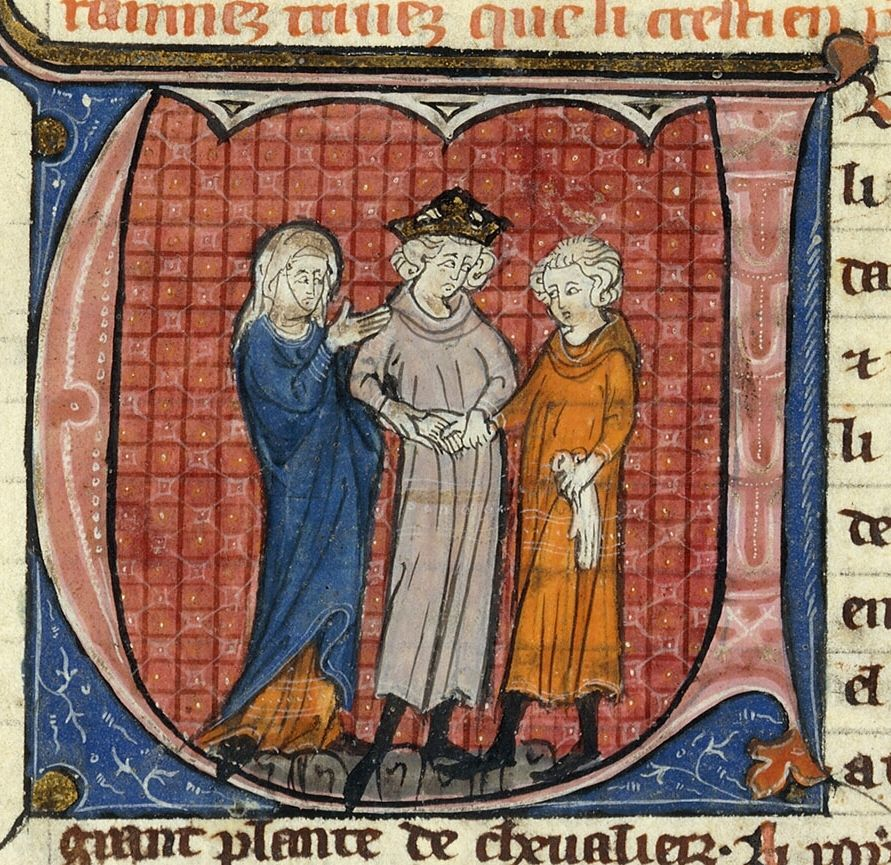
Izabella és Henfrid házasságkötése

Henfrid és Izabella házasságkötésére 1183 őszén került sor Kerak várában. Szaladin, hogy bosszút álljon Chatillon Rajnaldon, amiért az az év elején végigfosztogatta a Vörös-tenger partvidékét, a menyegző alatt ostrom alá vette Kerakot. Ernoul krónikája szerint Henfrid anyja, Stefánia lakodalmi kóstolót küldött ki a szultánnak, aki megígérte, hogy nem fogja lövetni az erődnek azt a tornyát, amelyben az ifjú pár alszik. Az ostromnak december 4-én az vetett véget, hogy Kerak alá érkezett a jeruzsálemi felmentő sereg Balduin és Tripoliszi Rajmund vezetésével.

## Öröklési bizonytalanságok
A nagybeteg Balduin, aki korábban régensnek nevezte ki nővére, Szibilla férjét, Lusignan Guidót, 1183 folyamán egyre elégedetlenebb lett leendő utódával, a Szaladin betöréseit rosszul kezelő Guidóval. Különösen feldühítette, amikor Guidó visszautasította a javaslatát, hogy egészségi állapota miatt cseréljenek székhelyet: Balduin átadná Jeruzsálemet a jobb klímájú Türoszért. Végül kitagadta a trónöröklésből Guidót és Szibillát, és Tripoliszi Rajmundot jelölte régensnek új utóda, a kiskorú V. Balduin, Szibilla első házasságából származó fia mellé. A Jeruzsálemi Legfelsőbb Bíróság, az Haute cour helybenhagyta a dolgot, kikötve, hogy V. Balduin halála esetén a pápának, a német-római császárnak, valamint a francia és az angol királynak kell eldöntenie, Szibilla vagy Izabella legyen-e az utódja. IV. Balduin 1185 márciusában elhunyt, 1186 nyarán pedig V. Balduin is meghalt.

## A korona felajánlása
Szibilla anyai nagybátyja, III. Courtenay Joscelin rábeszélte Rajmundot, hogy távozzon Jeruzsálemből, és birtokán, Tibériásban hívja össze az országbárókat. Amint a régens elhagyta a fővárost, Joscelin Jeruzsálembe kérette Szibillát és Guidót. Amikor Rajmund rájött, hogy Joscelin becsapta, Nábluszba, Ibelin Balduin birtokára rendelte az Haute court. A bárók, köztük Henfrid, Nábluszba siettek, Henfrid mostohaapja, Chatillon Rajnald azonban Jeruzsálembe ment. Az összegyűlt országbárók hírnököt küldtek a fővárosba, emlékeztetve Szibillát, Guidót és híveiket a Legfelsőbb Bíróság döntésére V. Balduin utódlásával kapcsolatban. Hérakleiosz jeruzsálemi latin patriarcha a figyelmeztetés ellenére 1186 októberében királynővé koronázta Szibillát, ő pedig férje fejére helyezte a koronát. Tripoliszi Rajmund javaslatára a Nábluszban összegyűlt bárók úgy döntöttek, Izabellát és Henfridet kiáltják ki uralkodópárrá Szibilla és Guidó ellenében.
Rajmund és hívei készek voltak Jeruzsálem ellen vonulni, Henfrid azonban nem akart polgárháborút, és egyébként sem kívánta a koronát. Az éj leple alatt kilopózott Nábluszból, és Jeruzsálembe lovagolt Szibillához. Szibilla nem akarta fogadni, de amikor Henfrid megmagyarázta, mi a szándéka, bevezette a férjéhez. Henfrid hűséget esküdött Guidónak, s ezzel véget is vetett a megkoronázására szőtt összeesküvésnek. A bárók nem tehettek egyebet, maguk is Jeruzsálembe siettek hódolni Szibillának és Guidónak, csak Tripoliszi Rajmund vonult vissza birtokára, amely Tripoliszi Grófság néven önálló állam volt, habár vazallusa a Jeruzsálemi Királyságnak, Ibelin Balduin pedig kivándorolt az Antiochiai Fejedelemségbe, a másik palesztinai latin államba. Guidó korábban Courtenay Joscelinnek adta ugyan Henfrid két hajdani uradalmát, Toront és Castel Neuföt, de most felajánlotta neki, ha valaha is vissza kívánja adni őket Henfridnek, cserébe megkapja Henfrid „pénzhűbérét”.

## A hattíni csata

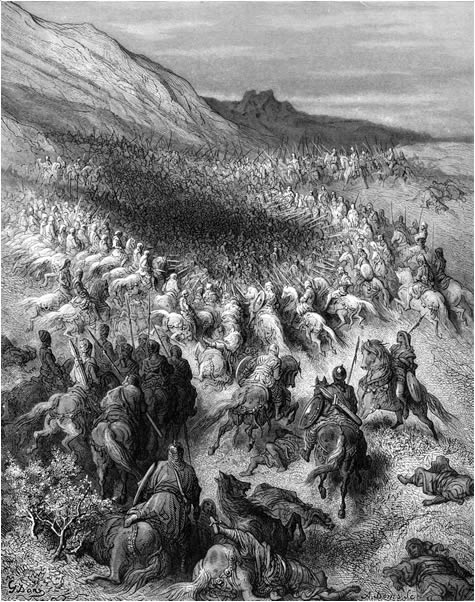
A hattíni csata Gustave Doré metszetén

Henfrid mostohaapja, Chatillon Rajnald 1187 elején megtámadott és kifosztott egy Egyiptomból Oultrejourdainen át Szíriába igyekvő tevekaravánt, azt állítva, hogy a Jeruzsálem és Szaladin között fennálló fegyverszünet nem vonatkozik az ő Jordánon túli birtokára. Miután Guidó királynak nem sikerült rábeszélnie, hogy fizessen kártérítést, Szaladin dzsihádot hirdetett a Jeruzsálemi Királyság ellen. 1187. július 4-én, a hattíni csatában a szultán serege tönkreverte a királyság egyesített haderejét.
A csatában Henfrid is részt vett, és a keresztény hadsereg több vezérével együtt fogságba esett. Szaladin megkímélte az életüket, kivéve Chatillon Rajnaldot, akit a krónikák szerint sajátkezűleg fejezett le, és a templomos, valamint a johannita lovagokat, akiket szokása szerint lemészároltatott. Foglyait, köztük Guidó királyt, Damaszkuszba küldte, és egymás után hódította meg a keresztény városokat és erődöket, beleértve a fővárost, Jeruzsálemet is.
Két oultrejourdaini erőd, Kerak és Montréal ellenállt. 1187 októberében Millyi Stefánia felajánlotta Szaladinnak, hogy a két erőd helyőrsége leteszi a fegyvert, ha a szultán szabadon bocsátja Henfridet. Szaladin beleegyezett, és elküldte Stefániához a fiát, a védők azonban nem voltak hajlandók megadni magukat, és Henfridnek vissza kellett térnie Damaszkuszba, Szaladin ennek ellenére hamarosan ismét elengedte, váltságdíj nélkül. Kerakot csak 1188 végén, Montréalt néhány hónappal utána sikerült bevenniük a muszlimoknak.

## A házasság annullálása

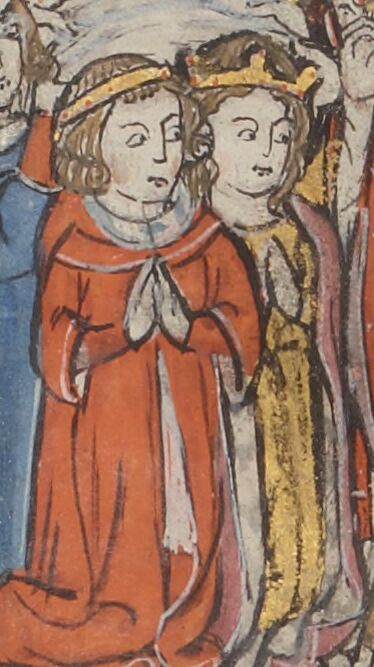
Izabella és Konrád házasságkötése

1187-ben Akkó is muszlim kézre került. A fogságából szabaduló Guidó király 1189-ben ostrom alá vette a kikötővárost. A két éven át tartó ostrom idején a keresztes haderő a város előtt, a szabadban táborozott. Szibillát, aki két kislányával együtt szintén a táborban élt, 1190-ben elvitte egy járvány. Az országbárók többsége úgy értelmezte a helyzetet, hogy felesége halálával Guidó trónigénye érvényét vesztette. Henfridet nem tartották volna jó uralkodónak, és különben sem felejtették el, hogy 1186-ban Szibilla és Guidó ellenében visszautasította a koronát. Választásuk Montferrati Konrád észak-itáliai főnemesre esett, aki nemrég érkezett ugyan a Szentföldre, de máris hadvezéri hírnévre tett szert, amikor megvédte Türoszt Szaladin támadásától.
Izabella mostohaapja, Ibelin Balian is Konrádot támogatta. Elvbarátaival együtt úgy döntött, Izabella és Henfrid házasságát fel kell bontani. A házasság gyermektelen volt, és egy korabeli krónika, az Itinerarium regis Ricardi szerint Henfrid „inkább nőre emlékeztetett, mint férfira, viselkedése jámbor volt, és csúnyán dadogott”. Izabella anyja, Komnéna Mária az Akkó előtti sátrából raboltatta el a lányát, és kényszerítette, hogy egyezzen bele a válásba.
Komnéna Mária eskü alatt vallotta, hogy IV. Balduin erőszakkal adta hozzá a nyolcéves Izabellát Henfridhez. Lanfranchi Ubaldó pisai érsek, pápai legátus és Dreux-i Fülöp beauvais-i püspök annullálta Izabella és Henfrid házasságát. Később a III. Ince pápa által elrendelt vizsgálat során több jelen levő lovag is azt vallotta, hogy Izabella és Henfrid tiltakozott a házasságuk felbontása ellen. A szintén jelen levő Forde-i Balduin canterburyi érsek egyenesen megtiltotta Izabellának, hogy feleségül menjen Konrádhoz, mondván, mindketten házasságtörést követnének el az aktussal. A canterburyi érsek azonban nem sokkal később, egyesek szerint gyanús körülmények között meghalt, Konrád pedig 1190. november 24-én nőül vette Izabellát.

## Utolsó évei

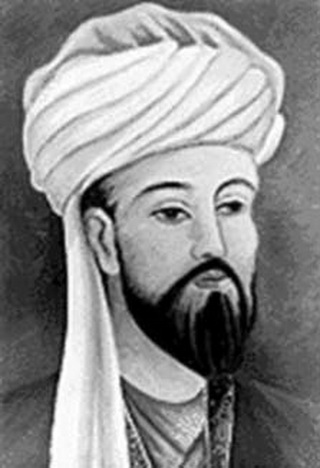
A hegyek vénje

Lusignan Guidó nem mondott le a királyságról, 1191 májusában elébe ment a közeledő Oroszlánszívű Richárdnak Ciprusra, és Henfrid is vele tartott. Mindketten hűséget esküdtek az angol uralkodónak, Richárd pedig az arabul jól beszélő Henfridet Szaladin öccséhez, al-Ádilhoz küldte tárgyalni Liddába. Megegyezés nem született, pedig az Oroszlánszívű még a húga, Johanna kezét, hozományul pedig a Szentföldet is felajánlotta al-Ádilnak.
1192. április 28-án két orgyilkos megölte Montferrati Konrádot Türoszban. Egyikük azt vallotta, hogy Rasíd ad-Dín Szinán, a „hegyek vénje”, az aszaszinok ura bízta meg a feladattal, az Ernoul-krónika szerint azért, mert Konrád a türoszi kikötőben kifosztotta Szinán egyik hajóját, sőt két panaszkodó aszaszint a tengerbe fojtatott. Ennek ellenére többek között Henfridet is gyanúba fogták mint lehetséges felbujtót. A mai történészek többsége egyetért abban, hogy Henfrid ártatlan, hiszen egész életében semmi kezdeményezőképességet nem tanúsított. Az özvegyen maradt Izabella 1192. május 5-én II. Henrik champagne-i gróf felesége lett.
Henfrid 1198-ban meghalt, de a Szentföld talán legtragikusabb sorsú alakjának még meg kellett érnie, hogy az ismét özvegységre jutott Izabella hozzámenjen negyedik férjéhez, Lusignan Imréhez, Guidó bátyjához, Ciprus királyához. Családi öröksége, Toron 1229-ben az al-Kámil egyiptomi szultán és II. Frigyes német-római császár által megkötött egyezmény részeként visszakerült a keresztény királysághoz, és húgának, Toroni Izabellának a lánya, Aliz vette birtokba.

## Emlékezete
- Ernoul mellett főszereplője Graham Shelby két regényének, a Sötét lovagoknak (1969) és a Hiú királyoknak (1970).
- Sharon Penman 2020-as történelmi regényének, a The Land Beyond the Sea-nek egyik szereplője.

## Fordítás
- Ez a szócikk részben vagy egészben  a   Humphrey IV of Toron című angol Wikipédia-szócikk ezen változatának fordításán alapul.  Az eredeti cikk szerkesztőit annak laptörténete sorolja fel. Ez a jelzés csupán a megfogalmazás eredetét és a szerzői jogokat jelzi, nem szolgál a cikkben szereplő információk forrásmegjelöléseként.